# 梅尔克·哈尔贝里
梅尔克·哈尔贝里（瑞典語：Melker Hallberg，1995年10月20日—），瑞典男子足球運動員，在場上司職中場。他現在效力於蘇超球隊喜伯年 。

## 外部連結
- SvFF profile （页面存档备份，存于）